# Glückliche Reise (Fernsehserie)
Glückliche Reise ist eine Fernsehreihe, die von 1991 bis 1993 produziert und bis 1995 auf ProSieben zum ersten Mal ausgestrahlt wurde.

## Konzept
Die an der „Glücklichen Reise“ teilnehmenden Personen haben eine Weltreise mit dem Flugzeug gebucht. Dabei werden sie von der Crew des Flugzeugs und zwei Reiseleitern begleitet. Diese Kernbesatzung ändert sich während der drei Staffeln allmählich. Die Episoden sind typischerweise benannt nach den Flugzielen, die im Verlauf der jeweiligen Reise angesteuert werden. Während einer Episode werden zwei bis drei voneinander unabhängige Handlungen erzählt. Die im Mittelpunkt stehenden Weltreisenden wechseln von Folge zu Folge.

## Schauspieler und Rollen
Conny Glogger war in allen 27 Folgen als Reiseleiterin dabei. Der Part des männlichen Reiseleiters wurde in den ersten acht Folgen von Amadeus August gegeben. Nach seinem frühen Tod 1992 übernahm Thomas Fritsch diese Funktion.
Die folgende Tabelle zeigt die Schauspieler mit mehr als einem Auftritt und ihre Rollen meist als Crewmitglieder. Daneben waren auch namhafte Schauspieler wie Harald Juhnke, Günter Pfitzmann, Elisabeth Wiedemann, Ingrid Steeger oder Evelyn Hamann als Gastdarsteller dabei.
| Schauspieler         | Rolle                                   | Folge         |
| -------------------- | --------------------------------------- | ------------- |
| Amadeus August       | Armin Jobst, Reiseleiter                | 01–8          |
| Bianca Brad          | Stewardess                              | 25–27         |
| Volker Brandt        | Rolf Erhardt, Copilot                   | 01–24         |
| Mareike Carrière     | Marita Lambert, Copilotin               | 25–27         |
| Thomas Fritsch       | Andreas von Romberg, Reiseleiter        | 09–27         |
| Dana Geissler        | Martina Mikorey, Stewardess             | 09–12         |
| Conny Glogger        | Sylvia Baretti, Reiseleiterin           | 01–27         |
| Hans Peter Hallwachs | Stefan Becker, Flugkapitän              | 26, 27        |
| Susanne Huber        | Sandra Bühler, Stewardess               | 19, 20        |
| Sabine Kaack         | Hilde Sieloff, Stewardess               | 01–4          |
| Sandra Krolik        | Eva Fabian, Stewardess                  | 13–24         |
| Juraj Kukura         | Viktor Nemetz, Flugkapitän              | 01–25         |
| Anja Kruse           | Verena Bernsdorf, Stewardess            | 05–12         |
| Jennifer Nitsch      | Petra Lotz, Stewardess                  | 01–7          |
| Monika Peitsch       | Elke Nemetz, Ehefrau von Kapitän Nemetz | 01, 6, 16, 21 |
| Bernd Stephan        | Lars Breklund, Flugkapitän              | 03, 4         |
| Cosima von Borsody   | Nicole, Stewardess                      | 25–27         |
| Alexa Wiegandt       | Sabine Möhl, Stewardess                 | 01–18, 21–25  |
| Claudine Wilde       | Alexandra Peters, Stewardess            | 13–17         |
| Rebecca Winter       | Monika Glaser, Stewardess               | 18–24         |

## Episoden
| Staffel | Folge | Titel               | Ausstrahlung      |
| ------- | ----- | ------------------- | ----------------- |
| 1       | 1     | Rio (Pilotfilm)     | 6. Januar 1992    |
| 1       | 2     | Mexiko              | 7. Januar 1992    |
| 1       | 3     | Singapur und Borneo | 14. Januar 1992   |
| 1       | 4     | Bali                | 21. Januar 1992   |
| 2       | 5     | Thailand            | 28. November 1992 |
| 2       | 6     | Philippinen         | 5. Dezember 1992  |
| 2       | 7     | Sri Lanka           | 12. Dezember 1992 |
| 2       | 8     | Malediven           | 19. Dezember 1992 |
| 2       | 9     | Australien          | 26. Dezember 1992 |
| 2       | 10    | Neuseeland          | 2. Januar 1993    |
| 2       | 11    | Fidschi-Inseln      | 9. Januar 1993    |
| 2       | 12    | Kanada              | 16. Januar 1993   |

| Staffel | Folge | Titel                   | Ausstrahlung       |
| ------- | ----- | ----------------------- | ------------------ |
| 3       | 13    | Venedig                 | 18. November 1993  |
| 3       | 14    | Portugal                | 23. Dezember 1993  |
| 3       | 15    | Arizona                 | 21. Oktober 1993   |
| 3       | 16    | Kapstadt                | 7. Oktober 1993    |
| 3       | 17    | Namibia                 | 25. November 1993  |
| 3       | 18    | Sun City                | 16. Dezember 1993  |
| 3       | 19    | Puerto Rico             | 2. Dezember 1993   |
| 3       | 20    | Dominikanische Republik | 9. Dezember 1993   |
| 3       | 21    | Grönland                | 4. November 1993   |
| 3       | 22    | Island                  | 14. Oktober 1993   |
| 3       | 23    | Mallorca                | 28. Oktober 1993   |
| 3       | 24    | Ibiza                   | 11. November 1993  |
| 3       | 25    | Jamaica                 | 30. Dezember 1993  |
| 3       | 26    | Hongkong                | 4. September 1994  |
| 3       | 27    | Phuket                  | 16. September 1995 |

Quelle: Internet Movie Database. Diese unterscheidet sich in Staffel 3 etwas von den Angaben bei Fernsehserien.de.

## DVD-Veröffentlichungen
Die Reihe wurde in vier Boxen (je zwei DVDs) mit allen 27 Episoden von Pidax veröffentlicht, ist mittlerweile allerdings weitestgehend vergriffen.
Box 1 mit den Episoden 1 bis 4 erschien am 26. Juli 2013. Es folgten Box 2 (Episoden 5 bis 12) am 10. Oktober 2013, Box 3 (Episoden 13 bis 20) am 20. Dezember 2013 und Box 4 (Episoden 21 bis 27) am 17. Januar 2014.